# Ґрабноволя-Кольонія
Ґрабноволя-Кольонія (пол. Grabnowola-Kolonia) — село в Польщі, у гміні Ґловачув Козеницького повіту Мазовецького воєводства.
У 1975-1998 роках село належало до Радомського воєводства.